# 시라뵤시

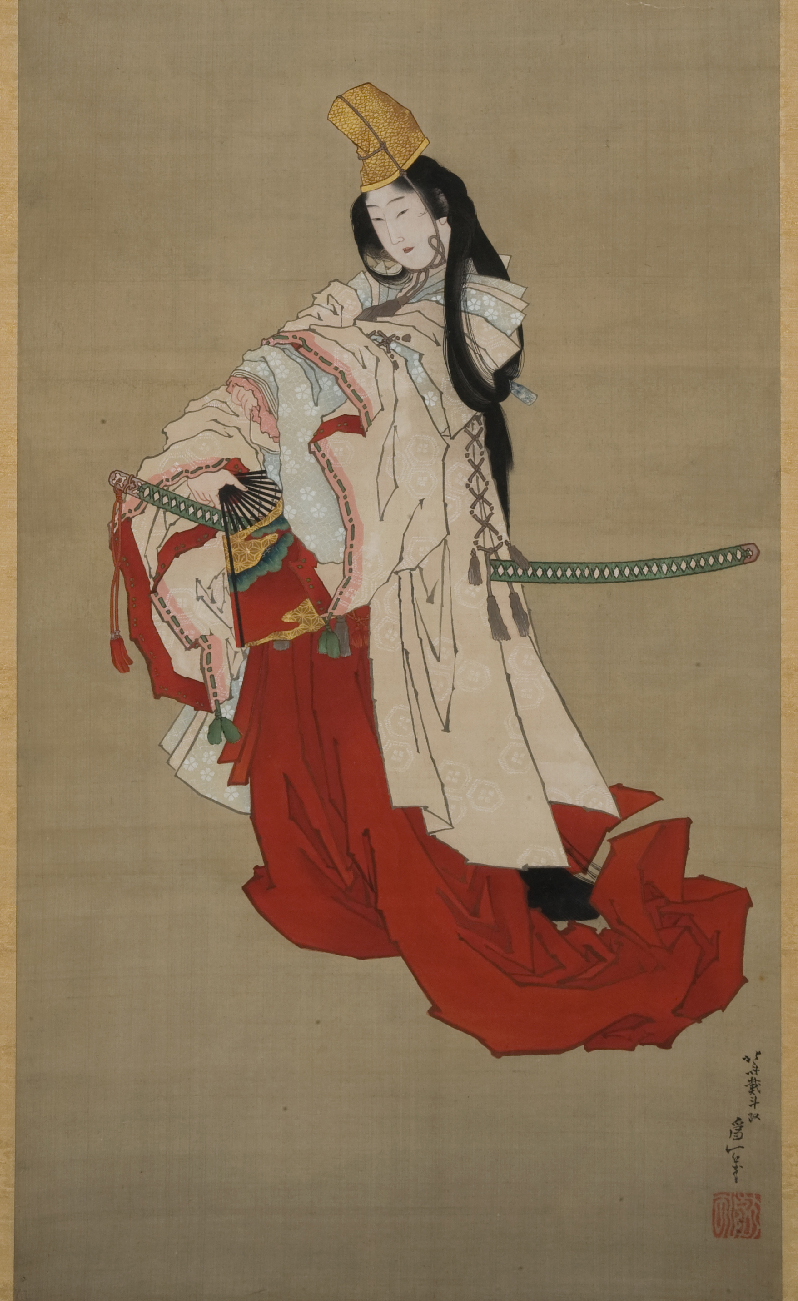
가쓰시카 호쿠사이가 그린 시라뵤시 시즈카 고젠

시라뵤시(일본어: 白拍子)는 12세기 일본에서 활동한 여성 무용수이다. 남자로 분장해 춤을 췄다. 연회에서 고위 관료들을 대상으로 해 춤을 추곤했다.

## 역사
시라뵤시는 헤이안 시대 후반에 생겼다. 이 당시는 문화 격변의 시기였고 여성들이 공연업에 관심을 갖기 시작했다. 시라뵤시에 대한 인기도 상당해 많은 여성들이 시라뵤시가 되었다. 시라뵤시는 늘 남장을 하고 신에게 바치는 춤을 춘다.
시라뵤시는 "하얀 리듬"을 뜻한다. 무용수가 하얗게 분장하는 것과 연주곡이 느리면서 리드미컬한 점 때문이다. 시라뵤시가 되려면 읽고 쓸 줄 알아야 한다.
시라뵤시가 노에 영향을 줬다는 의견도 있다.

## 의상과 외모
- 타테에보시 모자: 사무라이가 씀
- 태도
- 하카마
- 백수이간, 적수이간: 남성의 신토 복장
- 가와호리: 남자들이 갖고 다니는 부채

시라뵤시의 화장은 얼굴과 목을 하얗게 칠하고, 눈썹도 이마보다 높게 새로 칠한다는 점에서 후대의 게이샤의 화장을 연상시킨다. 시라뵤시의 머리는 대체로 길었고, "타게나가"란 리본으로 머리를 뒤로 느슨하게 묶었다.

## 음악
시라뵤시 음악들은 대개 불교의 기도 음악을 기반으로 했다. 느리면서 리드미컬하고, 가사마다 중요한 의미가 담겨있다. 또 "이마요"라는 노래를 부르곤 했다. 이마요의 가사는 인간을 둘러싼 자연의 이미지를 담고 있다. 악기는 북과 피리를 주로 사용했다.